# Juan Lembeye
Juan José Joaquín Lembeye e Lartaud, född  21 oktober 1816 i Ferrol, Spanien, död 1 december 1889 i Culleredo, var en spansk agrikulturvetare, naturhistoriker, lepidopterolog och ornitolog. Han var även borgmästare i staden Culleredo i Spanien.